# 椿林镇
椿林镇，是中华人民共和国陕西省渭南市蒲城县下辖的一个乡镇级行政单位。

## 行政区划
椿林镇下辖以下地区：
椿林村、万兴村、平峨村、保南洼村、护难村、岳兴村、汉村、白家塬村、敬母寺村、五中村、贾王庄村、保南村、兴林村、山前洼村、山西村和石道村。